# Those Who Pay With Their Lives
Those Who Pay With Their Lives (en rumano, Cei care plătesc cu viaţa) es una película de drama rumana de 1989 dirigida por Șerban Marinescu, y basado en novelas de Camil Petrescu. La película fue seleccionada como la entrada rumana a la Mejor Película en Lengua Extranjera en los 62.ª Premios de la Academia, pero no fue nominada.

## Reparto
- Ștefan Iordache, como Șerban Saru-Sinești
- Adrian Pintea, como Gelu Ruscanu
- Gheorghe Visu
- Marcel Iureș
- Ovidiu Ghiniță, como Ștefan Ladima
- Maia Morgenstern
- Mariana Mihut como Nora
- Irina Petrescu
- Julieta Szönyi
- Șerban Cantacuzino
- Tudorel Filimon
- Valentin Uritescu
- Ileana Predescu
- Ștefan Velniciuc
- Bujor Macrin
- Dan Profiroiu